# WorldWideWeb
 Ikke at forveksle med World Wide Web.
WorldWideWeb er navnet på verdens første internetbrowser. Den blev udviklet af Tim Berners-Lee og lanceret i slutningen af 1989. Browserens navn blev senere ændret til Nexus, for at den ikke skulle forveksles med informationsuniverset World Wide Web (skrevet med mellemrum).
Oprindeligt var browseren kun udviklet til at tilvejebringe information som ren tekst , senere kunne browseren også præsentere billeder., 